# All My Loving
All My Loving är en låt av Lennon/McCartney från 1963. Låten spelas i filmen Across the Universe.

## Låten och inspelningen
Paul McCartney skrev låten i turnébussen då man turnerade med Roy Orbison i maj 1963. Låten präglas av en munter basgång och klingande gitarrer, vilket kom att göra låten till ett populärt konsertnummer. Man lade ned lite extra möda på att få ett bra ljud, vilket gjorde att man fick göra tretton tagningar vid sessionen den 30 juli 1963. Pauls sång är dubblerad. Låten kom med på Beatles andra LP ”With the Beatles” som utgavs i England den 22 november 1963 (samma dag som president John F. Kennedy mördades i Dallas, Texas). 
I USA kom All My Loving med på LP:n "Meet The Beatles", som släpptes den 20 januari 1964. Detta album motsvarar i huvudsak det europeiska "With The Beatles". Det är till exempel samma omslagsbild (tagen av fotografen Robert Freeman, fast i mörkblå färgton i stället för rent svartvit.
Den utgavs som singel i några länder, dock inte Storbritannien, och blev en särskilt stor hit i Skandinavien.

## Listplaceringar
| Lista (1964)  | Position               |
| ------------- | ---------------------- |
| Danmark       | 3 (DR "Top 20")        |
| Finland       | 1                      |
| Nederländerna | 2                      |
| Norge         | 2                      |
| Sverige       | 1 (Kvällstoppen)       |
| Sverige       | 1 (Tio i topp)         |
| USA           | 45 (Billboard Hot 100) |
| Västtyskland  | 32                     |